# Bamiyans flygplats
Bamiyans flygplats är en flygplats i Afghanistan. Den ligger i provinsen Bamiyan, i den centrala delen av landet, 130 kilometer väster om huvudstaden Kabul. Flygplatsen ligger 2 523 meter över havet. Närmaste större samhälle är provinshuvudstaden Bamiyan.